# 山﨑健太郎
山﨑 健太郎（やまざき けんたろう、1976年 - ）は、日本の建築家。山﨑健太郎デザインワークショップ代表取締役。工学院大学建築学部建築デザイン学科教授。

## 概要
2002年、株式会社入江三宅設計事務所入所。その後独立し、現在山﨑健太郎デザインワークショップ主宰。
国内外で多数の受賞歴があり、地域みんなの居場所である高齢者デイサービス「52間の縁側」では、グッドデザイン賞大賞(内閣総理大臣賞)、2023年度JIA日本建築大賞、2024年日本建築学会賞(作品)の三賞の史上初、同作品における受賞を達成した。
その他主要な受賞歴として、日常を感じるコモン型の「新富士のホスピス」ではJIA優秀建築賞、日事連建築賞60周年記念賞、グッドデザイン賞ベスト100を受賞、斜面を活かした階段状の「はくすい保育園」では、グッドデザイン・未来づくりデザイン賞、AR Emerging Architecture Awardsのほか、iF design award 建築部門での金賞を日本人で初めて受賞した。また、沖縄の地域住民と琉球石灰岩を積んで建設した「糸満漁民食堂」では、日本建築学会作品選集新人賞、日事連建築賞 会長賞、JCD DESIGN AWARD 2013 金賞＋笈川誠賞を受賞。SDレビューにおいては2016,2017年に2年連続で入選を果たした。
展覧会への出展やデザイン賞の審査員としての活動にも取り組み、「建築の日本展」(森美術館, 2018)やその他国内・アジア・ヨーロッパの展覧会への出展を行っているほか、グッドデザイン賞においては2020年より審査員を務めている。
また近年では、2023年に「日経アーキテクチュア編集部が選ぶ建築界で2023年に活躍した10人」として、2024年には「現代の肖像」(AERA, 朝日新聞出版)として取り上げられ、テレビ番組においてその建築が特集されるなど(新美の巨人たち, テレビ東京)、各所において注目を集めている。